# Сборная Армении по шахматам
Сборная Армении по шахматам представляет Армению на международных шахматных турнирах. Контроль и организацию осуществляет шахматная федерация Армении. Наивысший рейтинг сборной — 2724 (2012).

## Международные турниры
| Шахматная олимпиада | Шахматная олимпиада | Шахматная олимпиада |
| Год                 | Город               | Место               |
| ------------------- | ------------------- | ------------------- |
| 1992                | Манила              | 3 место             |
| 1994                | Москва              | 13 место            |
| 1996                | Ереван              | 5 место             |
| 1998                | Элиста              | 16 место            |
| 2000                | Стамбул             | 17 место            |
| 2002                | Блед                | 3 место             |
| 2004                | Кальвиа             | 3 место             |
| 2006                | Турин               | Победитель          |
| 2008                | Дрезден             | Победитель          |
| 2010                | Ханты-Мансийск      | 7 место             |
| 2012                | Стамбул             | Победитель          |
| 2014                | Тромсё              | 8 место             |
| 2016                | Баку                | не участвовала      |
| 2018                | Батуми              | 6 место             |
| 2022                | Ченнаи              | Серебро             |

| Командный чемпионат мира | Командный чемпионат мира | Командный чемпионат мира |
| Год                      | Город                    | Место                    |
| ------------------------ | ------------------------ | ------------------------ |
| 1993                     | Люцерн                   | 4 место                  |
| 1997                     | Люцерн                   | 3 место                  |
| 2001                     | Ереван                   | 3 место                  |
| 2005                     | Беер-Шева                | 3 место                  |
| 2010                     | Бурса                    | 5 место                  |
| 2011                     | Нинбо                    | Чемпион                  |
| 2013                     | Анталья                  | 5 место                  |
| 2015                     | Цахкадзор                | 3 место                  |

| Командный чемпионат Европы | Командный чемпионат Европы | Командный чемпионат Европы |
| Год                        | Город                      | Место                      |
| -------------------------- | -------------------------- | -------------------------- |
| 1992                       | Дебрецен                   | 19 место                   |
| 1997                       | Пула                       | 3 место                    |
| 1999                       | Батуми                     | Чемпион                    |
| 2001                       | Леон                       | не участвовала             |
| 2003                       | Пловдив                    | не участвовала             |
| 2005                       | Гётеборг                   | 12 место                   |
| 2007                       | Ираклион                   | 2 место                    |
| 2009                       | Нови-Сад                   | 4 место                    |
| 2011                       | Порто Каррас               | 4 место                    |
| 2013                       | Варшава                    | 4 место                    |
| 2015                       | Рейкьявик                  | 2 место                    |
| 2017                       | Крит                       | 12 место                   |
| 2019                       | Батуми                     | 4 место                    |

## Статистика
| Турнир                     | Участий | Годы                 | Лучший результат     |
| -------------------------- | ------- | -------------------- | -------------------- |
| Шахматная олимпиада        | 15      | 1992—2022            | 3 (2006, 2008, 2012) |
| Командный чемпионат мира   | 8       | 1993—2015            | (2011)               |
| Командный чемпионат Европы | 8       | 1992—1999, 2005—2013 | (1999)               |

## Состав сборной

### Состав сборной 2012
| Доска           | Шахматист        | Рейтинг |
| --------------- | ---------------- | ------- |
| 1-я             | Левон Аронян     | 2816    |
| 2-я             | Сергей Мовсесян  | 2698    |
| 3-я             | Владимир Акопян  | 2687    |
| 4-я             | Габриэл Саркисян | 2693    |
| резервная       | Тигран Петросян  | 2661    |
| Сборная Армении | Сборная Армении  | 2724    |

Состав олимпийских чемпионов 2012 года
- Левон Аронян
- Сергей Мовсесян
- Владимир Акопян
- Габриел Саркисян
- Тигран Петросян

### Гвардейцы
Чаще других за сборную выступал Владимир Акопян:
- На шахматных олимпиадах — 10 раз.
- На командных чемпионатах мира и Европы — по 6 раз.

### Трансферы
| Пришли          | Пришли   | Пришли |
| Шахматист       | Откуда   | Год    |
| --------------- | -------- | ------ |
| Сергей Мовсесян | Словакия | 2011   |

До независимости Армении Рафаэль Ваганян играл за сборную СССР (1978, 1980—1989).

## Достижения

### Сборной
Шахматная олимпиада
- Трёхкратный победитель — 2006, 2008, 2012
- Серебряный призёр - 2022
- Бронзовый призёр — 1992, 2002, 2004

Всего: 7 медалей
Командный чемпионат мира по шахматам
- Чемпион — 2011
- Бронзовый призёр — 1997, 2001, 2005, 2015

Всего: 5 медалей
Командный чемпионат Европы по шахматам
- Чемпион — 1999
- Двукратный серебряный призёр — 2007, 2015
- Бронзовый призёр — 1997,2023

Всего: 5 медали

### Индивидуальный зачёт
Наиболее успешные игроки сборной:
- На шахматной олимпиаде: Владимир Акопян —  2-я доска (2008), 2  1-я и 3-я доски (2002, 2012)
- На командном чемпионате мира: Владимир Акопян — 2  1-я и 3-я доски (2001, 2011)  2-я доска (1993)  2-я доска (2010)
- На командном чемпионате Европы: Ашот Анастасян 2  3-я и резервная доски (1999, 1997)  резервная доска (2005)

## Неосновные сборные
На Ереванской шахматной олимпиаде 1996 года на правах хозяев Армения выдвинула помимо основной ещё две сборные:
- Армения—2 — 50 место
- Армения—3 — 42 место